# Pierre Tassin
Pour les articles homonymes, voir Tassin.
Pierre Tassin, né le 21 janvier 1837 à Noyers-sur-Cher (Loir-et-Cher) et mort le 20 novembre 1908 à Paris, est un homme politique français du Second Empire et de la IIIe République.

## Biographie
Fils d'un maçon[réf. nécessaire], il étudia au collège de Blois et entama des études de droit après la mort de son père. Il fut élu député (de l'opposition) de la 1re circonscription de Loir-et-Cher au Corps législatif de 1869 à 1870. Député de Loir-et-Cher de 1871 à 1893, puis de 1906 à 1908, il a été sénateur de Loir-et-Cher de 1893 à 1906, inscrit au groupe de la Gauche démocratique. En mai 1877, il fut l'un des signataires du manifeste des 363.
Il est le beau-père d'Ernest Mercier.

## Sources
- « Pierre Tassin », dans Adolphe Robert et Gaston Cougny, Dictionnaire des parlementaires français, Edgar Bourloton, 1889-1891 [détail de l’édition]
- « Pierre Tassin », dans le Dictionnaire des parlementaires français (1889-1940), sous la direction de Jean Jolly, PUF, 1960 [détail de l’édition]